# Nicholas Strange
Nicholas Strange (Canterbury, 15 de agosto de 1966) es un deportista británico que compitió en remo. Ganó cinco medallas en el Campeonato Mundial de Remo entre los años 1989 y 2000.

## Palmarés internacional
| Campeonato Mundial | Campeonato Mundial      | Campeonato Mundial | Campeonato Mundial        |
| Año                | Lugar                   | Medalla            | Prueba                    |
| ------------------ | ----------------------- | ------------------ | ------------------------- |
| 1989               | Bled (Yugoslavia)       | Medalla de bronce  | Cuatro sin timonel ligero |
| 1992               | Montreal (Canadá)       | Medalla de plata   | Ocho con timonel ligero   |
| 1995               | Tampere (Finlandia)     | Medalla de plata   | Ocho con timonel ligero   |
| 1999               | St. Catharines (Canadá) | Medalla de plata   | Ocho con timonel ligero   |
| 2000               | Zagreb (Croacia)        | Medalla de plata   | Dos sin timonel ligero    |